# Terellia fuscicornis
Terellia fuscicornis är en tvåvingeart som först beskrevs av Friedrich Hermann Loew 1844.  Terellia fuscicornis ingår i släktet Terellia och familjen borrflugor. Inga underarter finns listade i Catalogue of Life.